# Xã South Ross, Quận Vermilion, Illinois
Xã South Ross (tiếng Anh: South Ross Township) là một xã thuộc quận Vermilion, tiểu bang Illinois, Hoa Kỳ. Năm 2010, dân số của xã này là 1.070 người.